# Fernando Clavijo Batlle
Fernando Clavijo Batlle (San Cristóbal de La Laguna, 10 de agosto de 1971) es un político español, actual presidente del Gobierno de Canarias desde 2023, cargo que ya había ocupado entre 2015 y 2019. Además, es el secretario general de Coalición Canaria desde 2020.

## Biografía
Hijo de Fernando Clavijo Redondo, que fue activista del independentismo canario con Antonio Cubillo y más tarde funcionario con categoría de jefe de servicio de Protección Civil en la Viceconsejería de Medio Ambiente del Gobierno de Canarias, fallecido el 29 de enero de 2019.
Fernando nació en San Cristóbal de La Laguna, municipio en el que sigue residiendo desde entonces y en el que ha vivido en diversos barrios y pueblos como: San Roque, Los Baldíos, Bajamar o el Barrio del Timple. Cursó el Bachillerato en el Instituto Viera y Clavijo, y más tarde se licenció en Ciencias Económicas y Empresariales en la Universidad de La Laguna. Ha trabajado en la empresa privada, también mientras estudiaba, y fue asesor del Organismo de Actividades Musicales del Ayuntamiento de San Cristóbal de La Laguna, así como concejal de Seguridad Ciudadana desde 2003 hasta 2007 y alcalde entre 2008 y 2014.
En el terreno político, Fernando Clavijo se afilió a ATI (hoy Coalición Canaria) en 1992, y desde entonces ha ocupado diferentes cargos de responsabilidad interna en el partido, entre los que se destacan el de Secretario General de los jóvenes de ATI en La Laguna desde 1997 a 2003, y el mismo cargo a nivel insular desde 2001. Desde ese año hasta su nombramiento como alcalde (el más joven de la historia del municipio) fue primer teniente de alcalde y concejal de Urbanismo. Está en política desde 1992, habiendo sido secretario general de las juventudes ATI-CC y, posteriormente, presidente de la Agrupación Local de Coalición Canaria en La Laguna, además de pertenecer a la Ejecutiva Nacional del partido. Desde 2012 es Secretario General de Coalición Canaria en Tenerife.
Durante su alcaldía, la ciudad cosechó varios premios internacionales, entre ellos, los entregados por el Ministerio de Cultura, a la gestión del Plan Especial de Protección del Centro Histórico, y el Ministerio de Industria, Turismo y Comercio al modelo de Zona Comercial Abierta. Así mismo, La Laguna ha obtenido el Premio Reina Sofía contra las Drogas. Sin embargo, y todavía como alcalde, Fernando Clavijo fue imputado el 14 de noviembre de 2014 por cuatro presuntos delitos diferentes, entre ellos un fraude en la concesión de ayudas por el desalojo de los vecinos de Las Chumberas, urbanización afectada por aluminosis.
Fue el candidato de Coalición Canaria para la Presidencia del Gobierno de Canarias en las elecciones autonómicas de 2015, tras derrotar a Paulino Rivero en el Consejo Político de su partido celebrado el 12 de septiembre de 2014. Tras esas elecciones, en las que su coalición obtuvo 18 diputados, y, tras una coalición con el PSOE (15 diputados), accedió a la presidencia del Gobierno de la comunidad autónoma el 9 de julio de 2015.
Posteriormente, en 2023 fue reelegido presidente de Canarias sustituyendo a Ángel Víctor Torres (PSOE), en coalición con el PP de Canarias y la AHI.

## Cargos desempeñados
- Concejal del Ayuntamiento de San Cristóbal de la Laguna (2003-2015).
- Alcalde de San Cristóbal de La Laguna (2008-2015).
- Diputado por Tenerife en el Parlamento de Canarias (2015-2019).
- Presidente del Gobierno de Canarias (2015-2019; 2023-actualidad).
- Senador designado por el Parlamento de Canarias (desde 2019).
- Secretario general de Coalición Canaria (2020-actualidad)